# Tišnovská Nová Ves
Tišnovská Nová Ves – gmina w Czechach, w powiecie Brno, w kraju południowomorawskim. 1 stycznia 2014 liczyła 79 mieszkańców.